# 고운사
고운사(孤雲寺)는 대한민국 경상북도 의성군의 등운산 자락에 위치한 대한불교 조계종 소속의 사찰이다. 대한불교 조계종 제16교구 본사이다.

## 개요
신라 신문왕 원년인 681년에 신라의 승려인 당나라 유학파 의상이 창건한 것으로 전해진다. 창건 당시의 이름은 "높이 뜬 구름"이라는 뜻에 고운사(高雲寺)였으나, 최치원이 머물며 가허루(駕虛樓)와 우화루를 건축한 이래 최치원의 호인 고운(孤雲)을 따라 절의 이름을 개칭했다.
신라 말기의 승려로 고려 태조의 스승이었던 도선이 크게 중창하여 사찰의 규모가 커졌다. 약사전 불상과 나한전 앞 삼층석탑은 도선이 조성한 것으로 전해진다. 이후 공민왕이 가허루의 현판을 가운루(駕雲樓)로 바꾼다.
조선 영조가 내린 어첩을 보관하던 연수전은 1902년 고종의 무병장수를 기원하기 위해서 새로 지었다.
이후 한동안 사찰의 자세한 연혁이 전해지지 않으나, 일제강점기에는 31본산의 하나였던 만큼 경북 지역을 대표하는 대형 사찰 중 하나였다. 조계종도 제16교구의 본사로 편성해 경북 지역의 말사를 관할하도록 했다. 그러나 일제 패망 이후 크게 쇠락하여 본사로는 규모가 작은 편에 속한다. 입구에는 소나무 숲길이 있다.
고운사는 지장보살 영험성지라 하여 해동제일지장도량이라 불렸다. 이때문에 죽어서 저승에 가면 염라대왕이 고운사에 다녀왔느냐고 묻는다는 이야기가 있다. 고운사에는 지장보살 탱화가 있고 명부전에 염라10왕이 봉안되어 있다.
2025년 3월 25일 산불로 인해 완전히 소실됐다.

## 소장 문화재
- 보물 제246호 - 의성 고운사 석조여래좌상(義城 孤雲寺 石造如來坐像)
- 경상북도 유형문화재 제151호 - 고운사가운루(孤雲寺駕雲樓)
- 경상북도 문화재자료 제28호 - 고운사삼층석탑(孤雲寺三層石塔)
- 경상북도 문화재자료 제444호 - 고운사연수전(孤雲寺延壽殿)

## 같이 보기
- 등운산

## 참고자료
- “고운사 연혁”. 고운사. 2007년 10월 26일에 원본 문서에서 보존된 문서. 2008년 5월 9일에 확인함.